# Eupithecia flexicornuta
Eupithecia flexicornuta es una especie de polilla de la familia Geometridae. La especie fue descrita por primera vez por Hiroshi Inoue habiendo sido descrita en 1988, con distribución en la República de China. El holotipo de la especie fue descrita en el área forestal de los montes Tayuling del Condado de Hualien, a una altitud de 2600 metros (8530,2 pies) sobre el nivel del mar.